# Меняющие реальность
«Меняющие реальность» (англ. The Adjustment Bureau) — научно-фантастический триллер по мотивам рассказа Филипа Дика «Команда корректировки» (англ. Adjustment Team). Мировая премьера состоялась 3 марта 2011 года.

## Сюжет
Молодой конгрессмен Дэвид Норрис (Мэтт Дэймон) стремительно поднимается по карьерной лестнице, но компромат, опубликованный в газете, в одночасье подкашивает популярность Норриса и выбивает того из предвыборной гонки. Дэвид безуспешно репетирует речь, предназначенную для избирателей, находясь в туалете, как вдруг из одной из кабинок выходит девушка. Её зовут Элиза (Эмили Блант), и она балерина, а в мужском туалете пряталась от охраны; Элиза заводит разговор с Дэвидом, после чего целует того и убегает. Это приободряет политика, и впоследствии тот вместо заготовленной речи выдает экспромт, тепло принятый публикой.
Спустя некоторое время показаны двое людей в старомодных серых пиджаках и шляпах. Они договариваются о том, что Дэвид, выходящий из дверей своего дома и спешащий на работу, при входе в парк должен пролить на себя кофе, к чему приложит руку один из незнакомцев. Один из них, ожидая «жертву», задремал, и Дэвид доходит до автобусной остановки без происшествий. Проснувшись, исполнитель пытается догнать автобус и исправить ошибку, но уже слишком поздно. В это время Дэвид видит в салоне автобуса Элизу и подсаживается к ней. Молодые люди говорят по душам, и девушка даёт Дэвиду свой номер телефона, после чего Дэвид выходит на нужной остановке и идёт на работу. Он не замечает, что все вокруг застыли в неестественных позах, пока не входит в кабинет своего друга Чарли и не видит, как его мозг сканируют при помощи непонятного устройства люди в форме, похожей на форму группы захвата. Увидев постороннего, те кидаются за ним и нагоняют в собственном кабинете, где и усыпляют при помощи хлороформа. Очнувшись, Норрис обнаруживает себя сидящим на стуле в центре странного помещения, похожего на подземную парковку. Лидер странных людей, представившийся Ричардсоном (Джон Слэттери), объясняет Дэвиду, что большинство случайностей, происходящих в мире, на самом деле прописаны Верховным в некоем плане, как и сценарий жизни всех людей на планете; в доказательство своих слов, Ричардсон демонстрирует экстраординарные способности. Он говорит Дэвиду, что в его же интересах не раскрывать их тайну, иначе его мозг будет «обнулён», а перед тем, как отпустить, сообщает: повторная встреча с Элизой предусмотрена не была, и сжигает бумажку с номером балерины на глазах у ошарашенного Дэвида, которого выкидывают из подземного зала обратно в его же кабинет.
Этим же вечером к Дэвиду, сидящему в баре и восстанавливающему номер телефона Элизы, подсаживается один из людей в шляпах — Гарри (Энтони Маки), из-за оплошности которого Дэвид пришёл на работу раньше, чем было запланировано. Гарри приглашает Дэвида на паром (так как вода блокирует способности сотрудников Бюро), где рассказывает тому некоторые подробности работы в Бюро и объясняет, что искать Элизу не стоит: даже если бы Бюро не препятствовало их встрече, найти одного человека в многомиллионном городе практически невозможно.
Проходит три года; Дэвид почти забыл Элизу, но всё это время он добирается на работу на том самом автобусе, где они тогда встретились. Однажды он вновь видит девушку и, выбежав наружу, здоровается с ней; своё исчезновение он объясняет потерей её телефонного номера, и Элиза нехотя, но прощает старого знакомого. Они договариваются встретиться после запланированных у них на сегодня дел (а именно — выступления на митинге и репетиции танца), но Ричардсон уже в курсе происходящего и стремится исключить их дальнейшие пересечения. Он переносит место репетиции Элизы, а когда Дэвид пытается той дозвониться, отключает телефонную линию в районе. Тем не менее, у Дэвида получается узнать новое место репетиции от людей в кафе, и он сразу же кидается туда. Ричардсону приходится вступить в контакт с конгрессменом.
Дэвид недоумевает, почему он не может быть с Элизой вместе. Ричардсон отвечает, что их встречи были случайными, непредусмотренными, а чувства Дэвида не важны — важно лишь то, что написано в плане. Дэвид догадывается, что Ричардсон и сам не знает ответов на его вопросы, и пытается добраться до студии, чтобы встретиться с Элизой. Ричардсон узнает из Книги, что если Дэвид увидит, как Элиза танцует, то Всплеск (последствия события, не соответствующего плану, в том числе и самого вмешательства Бюро в жизнь людей) будет очень большим. Но с Ричардсона падает шляпа, это его тормозит и Дэвид успевает увидеть Элизу. Таким образом, дело Дэвида выходит из юрисдикции Ричардсона.
В библиотеке Бюро Ричардсон узнает, что в ранней версии плана Дэвиду и Элизе предстояло быть вместе, и отголоски этого плана притягивают их друг к другу, но затем Верховный откорректировал план, и Элизу решили оставить с Эдрианом, хореографом. Бюро принимает решение, что теперь делом Дэвида и Элизы займется Томпсон (Теренс Стэмп), по кличке Молот.
Дэвид и Элиза общаются, танцуют, начинают встречаться. После проведённой вместе ночи Элиза сопровождает Дэвида на интервью, но там их разлучает Бюро и Томпсон встречается с Дэвидом. Он рассказывает о работе Бюро, о том, что когда Бюро переставало вмешиваться в жизнь людей — начинались Средние Века, тогда Бюро снова взяло жизнь людей под контроль и подарило им Эпоху Просвещения. В 1910 году Бюро опять перестало вмешиваться в жизнь людей. В результате люди XX века устроили две мировые войны и Великую депрессию, и после карибского кризиса Бюро снова взяло жизнь людей в свои руки, чтобы предотвратить полное уничтожение человечества. Дэвид также узнает, что ему, вероятно, предстоит стать президентом США, и что его встреча с Элизой в мужском туалете была устроена только для того, чтобы Элиза вдохновила Дэвида и придала ему уверенности. Кроме того, Томпсон говорит ему, что если Дэвид будет вместе с Элизой, то этот план рухнет. Но Дэвид выбирает любовь.
На репетиции Дэвид видит Элизу, и Томпсон говорит ему, что Элизе уготовано стать величайшей балериной, а с ним её ждёт только карьера школьной учительницы танцев. Затем Томпсон подстраивает её падение. В больнице Томпсон сообщает Дэвиду, что это всего лишь растяжение. Дэвид осознаёт, что если он будет вместе с Элизой, то последствия могут быть очень тяжёлыми. Поэтому Дэвид уходит.
Через 11 месяцев он узнает, что Элиза выходит замуж за Эдриана. Гарри снова предлагает Дэвиду встречу, и после диалога соглашается помочь ему. Он учит его перемещаться, как сотрудники Бюро — выходя из разных дверей (для этого необходима шляпа). Они разрабатывают план, и Дэвид добирается до Элизы за несколько минут до свадьбы. Сотрудники Бюро переполошились, узнав, что обычный человек перемещается их методом. Убегая от преследования, Дэвид и Элиза оказываются на острове Свободы, где стоит Статуя Свободы. Элиза принимает решение идти с Дэвидом до конца. Дэвид хочет найти Верховного.
Они перемещаются в здание Бюро, и на крыше их настигает Томпсон. Он отдаёт приказ об «обнулении». Перед обнулением Дэвид и Элиза признаются друг другу в любви и целуются. На крышу заходит Гарри и передаёт Томпсону конверт с приказом Верховного. Томпсон уходит. Дэвид узнает от Гарри, что Верховный, поняв, что Дэвид и Элиза готовы пожертвовать собой друг ради друга, переписывает план, и теперь никто им не будет мешать их любви. Дэвид также узнает, что Верховный является каждому, но мало кто его замечает. Забрав у Дэвида шляпу, Гарри уходит. Дэвид и Элиза выходят из здания Бюро и со счастливыми улыбками на лицах гуляют по нью-йоркским улицам.

## В ролях

Здание суда N.Y. County Supreme Court на 60-й улице, к которому бежит главный герой и где происходит кульминация фильма: несостоявшаяся свадьба

- Мэтт Дэймон — Дэвид Норрис
- Эмили Блант — Элиза Саллас
- Энтони Маки — Гарри Митчелл
- Джон Слэттери — Ричардсон
- Майкл Келли — Чарли Трэйнор
- Теренс Стэмп — Томпсон
- Энтони Руйвивар — МакКрэди
- Дженнифер Эль — бармен
- Педро Паскаль — 	Пол Де Санто
- Лоурен Ходжес — Робин
- Джон Стюарт — в роли самого себя

## Реакция кинокритики
На Rotten Tomatoes 72 % критиков написали положительный обзор на фильм. Роджер Эберт дал фильму 3 звезды из 4, охарактеризовав его как «умное и хорошее кино, которое могло быть лучше, если бы было немного более смелым».